# Il trionfo della casta Susanna
Il trionfo della casta Susanna è un film del 1969 diretto da Franz Antel.